# Mỏ vàng Bồng Miêu
Mỏ vàng Bồng Miêu là mỏ vàng ở vùng đất xã Tam Lãnh huyện Phú Ninh tỉnh Quảng Nam, Việt Nam.
Mỏ vàng Bồng Miêu được phát hiện và khai thác từ lâu. Mỏ ở gần thôn Bồng Miêu, cạnh sông Bồng Miêu, một phụ lưu của sông Tiên trong hệ thống sông Vu Gia - Thu Bồn. Mỏ ở cách thành phố Tam Kỳ 15°33′49″B 108°29′50″Đ / 15,563543°B 108,497108°Đ cỡ 19 km hướng tây nam theo đường thẳng.
Năm 2005 Công ty vàng Bồng Miêu là chủ thể khai thác. Tuy nhiên từ năm 2017 Công ty thua lỗ, số tiền nợ thuế hàng chục tỉ đồng, và tuyên bố phá sản . Đến nay các cơ quan chức năng vẫn đang loay hoay nguồn vốn để tiến hành đóng cửa mỏ vàng này.
Tình trạng khai thác lậu tại vùng mỏ theo kiểu "vàng tặc" diễn ra thường xuyên và khó ngăn chặn.